# Grötö
Grötö ( pronúncia) é uma ilha da província da Bohuslän, situada no Arquipélago do Norte de Gotemburgo, no Categate. Tem 94 habitantes (2018), e uma área de 19 quilômetros quadrados. Pertence à comuna de Öckerö.